# L'Enlèvement de Miss Maud
Pour plus de détails, voir Fiche technique et Distribution.
L'Enlèvement de Miss Maud ( The Island of Intrigue) est un  court-métrage muet américain réalisé par Henry Otto, sorti en 1919.

## Fiche technique
- Titre : L'Enlèvement de Miss Maud
- Titre original : The Island of Intrigue
- Réalisation : Henry Otto
- Scénario : Albert S. Le Vino, June Mathis, d'après le roman d'Isabelle Ostrander
- Photographie : William Fildew
- Société de production : Metro Pictures Corporation
- Société de distribution : Metro Pictures Corporation
- Pays d'origine :  États-Unis
- Langue originale : anglais
- Format : noir et blanc — 35 mm — 1,33:1 — Film muet
- Durée : 50 minutes
- Date de sortie :  États-Unis : 7 avril 1919

## Distribution
- May Allison : Maida Waring
- Jack Mower : Gilbert Spear
- Frederick Vroom : Tomas Waring
- Lucille Ward : Mme. Juliet Smith
- Gordon Marr : Alaric Smith
- Lillian West : Yorna Smith
- Hector Sarno : Comte Pellessier
- Tom Kennedy : Jackson, le majordome
- Chance Ward : M. Gobel
- Edward Alexander : Jones, un marin